# Sempervivum tectorum
Siempreviva de los tejados  o siempreviva común (Sempervivum tectorum), es una especie de la familia de las crasuláceas.

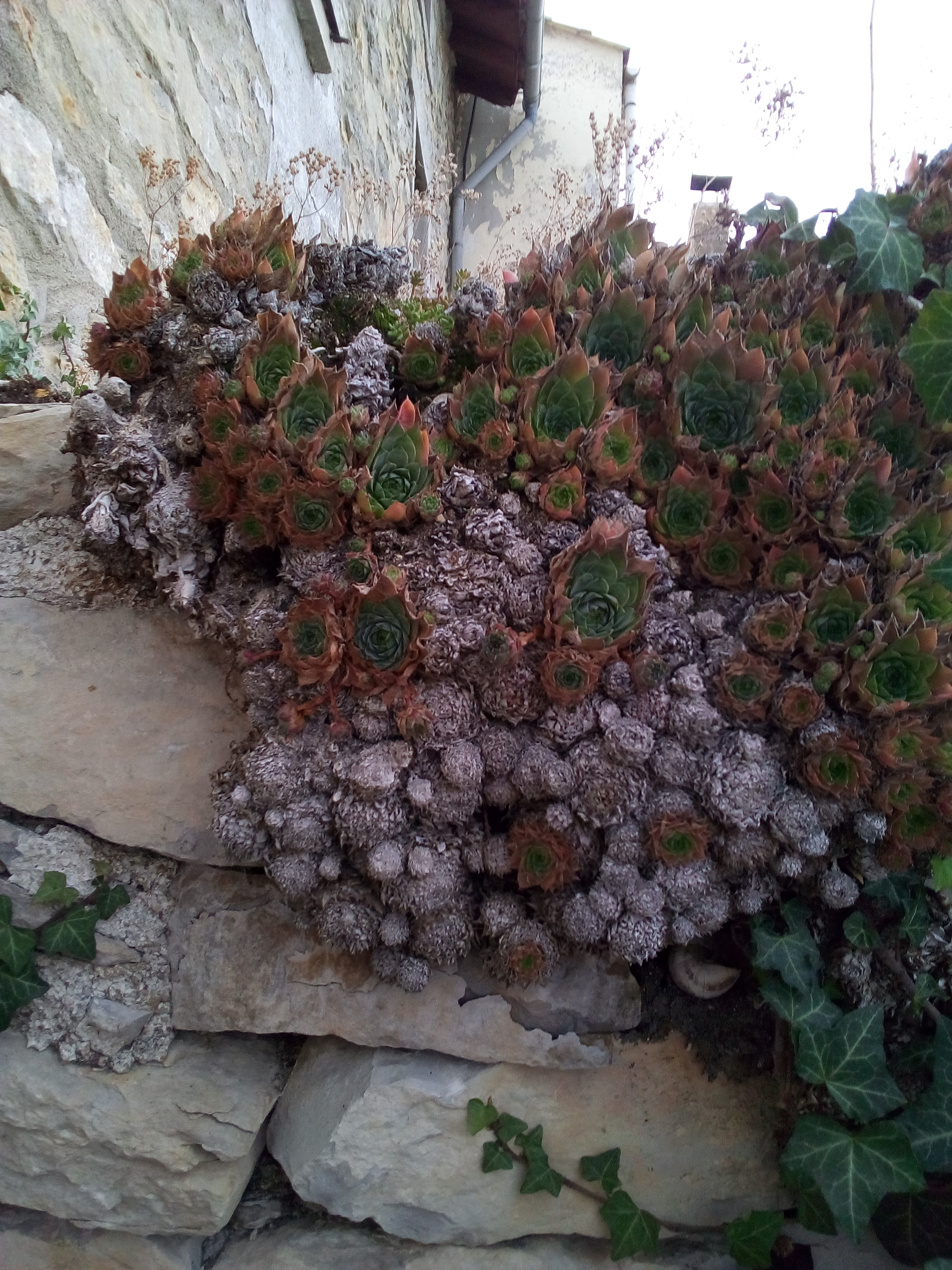
Sempervivum tectorum medrando sobre un muro en el valle de Losa, Burgos

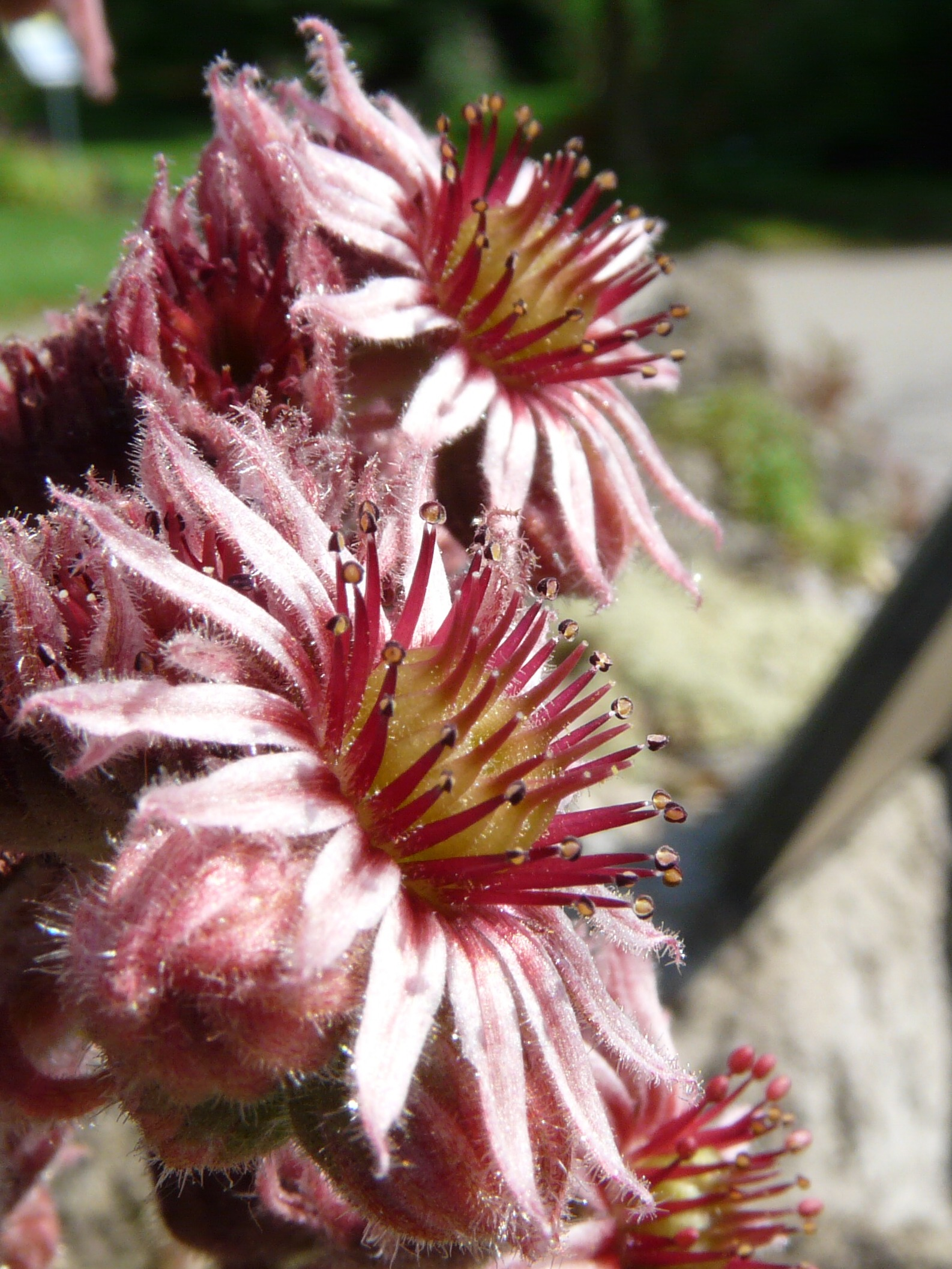
Detalle de la flor

## Descripción
Su altura puede llegar a ser de 20 a 30 cm de altura y de 15 a 30 cm de ancho. Forma grandes rosetas, por lo que muchos le han llamado la rosa mexicana.
Sus hojas son de color verde brillante con las puntas purpúreas y el envés blancuzco. Sus flores suelen ser rosadas o rojizas, en forma de estrella, sobre tallos erectos y llenos de hojas, de 30 a 50 cm de altura.
Florece en el verano, y es usada comúnmente para rocallas, para adornar muros o fisuras entre las rocas, entre las losas del pavimento, macetas, etc.

## Distribución
Es originaria de los Pirineos, Alpes, Apeninos y Balcanes. Especie espontánea de la flora de la Península ibérica.

## Cuidados
Prosperan con muy pocos cuidados, por lo cual es una planta fácil de mantener. Necesita de mucha luz, por lo que es preferente tenerla en lugares muy bien iluminados. Resiste gran variedad de temperaturas, e incluso las heladas.
Viven en cualquier tipo de terreno siempre que no sea excesivamente húmedo. El riego que requiere es escaso y con las mismas exigencias que todas las plantas crasas, y la gran mayoría puede resistir las sequías.

Se reproduce por separación y replantado de las rosetas que crecen en la base de la planta madre.

## Taxonomía
Sempervivum tectorum fue descrita por Carlos Linneo y publicado en Species Plantarum 1: 464. 1753.
Etimología
Sempervivum: nombre genérico que deriva de las palabras  del latín semper =  "siempre" y vivum = "vivo", y está relacionado con el hecho de que estas plantas mantienen sus hojas durante el invierno y crecen incluso en condiciones muy difíciles.
tectorum: epíteto latino que significa "de los tejados".
Sinonimia
- Sedum majus Garsault [Inválido]
- Sedum tectorum Scop.
- Sempervivum acuminatum Schott
- Sempervivum alpinum Griseb. & Schenk
- Sempervivum andreanum Wale
- Sempervivum arvernense Lecoq & Lamotte
- Sempervivum boutignyanum Billot & Gren.
- Sempervivum cantalicum Jord. & Fourr.
- Sempervivum clusianum (Ten.) Ten.
- Sempervivum glaucum Ten.
- Sempervivum lamottei Boreau
- Sempervivum schottii Baker
- Sempervivum spectabile C.B.Lehm. & Schnittsp.[3]
- Sempervivum cebennense Lamotte

## Nombre común
Alcachofera de gatos, balsamina, barba de Jupiter, barba de Thor, coronas, cortadura, hierba de todo el año, hierba puntera, hierba puntera mayor, hoja del bollo, orejas de liebre, orejas de oso, orejas de perro, orejas de ratón, piña de adorno, piñas, piñuela, punteras, sanalotodo, sedo mayor, siempreviva, siempreviva mayor, siempreviva mayor segunda, suelda, yerba de la feridura, yerba puntera, zurracayote, zurracayoye.

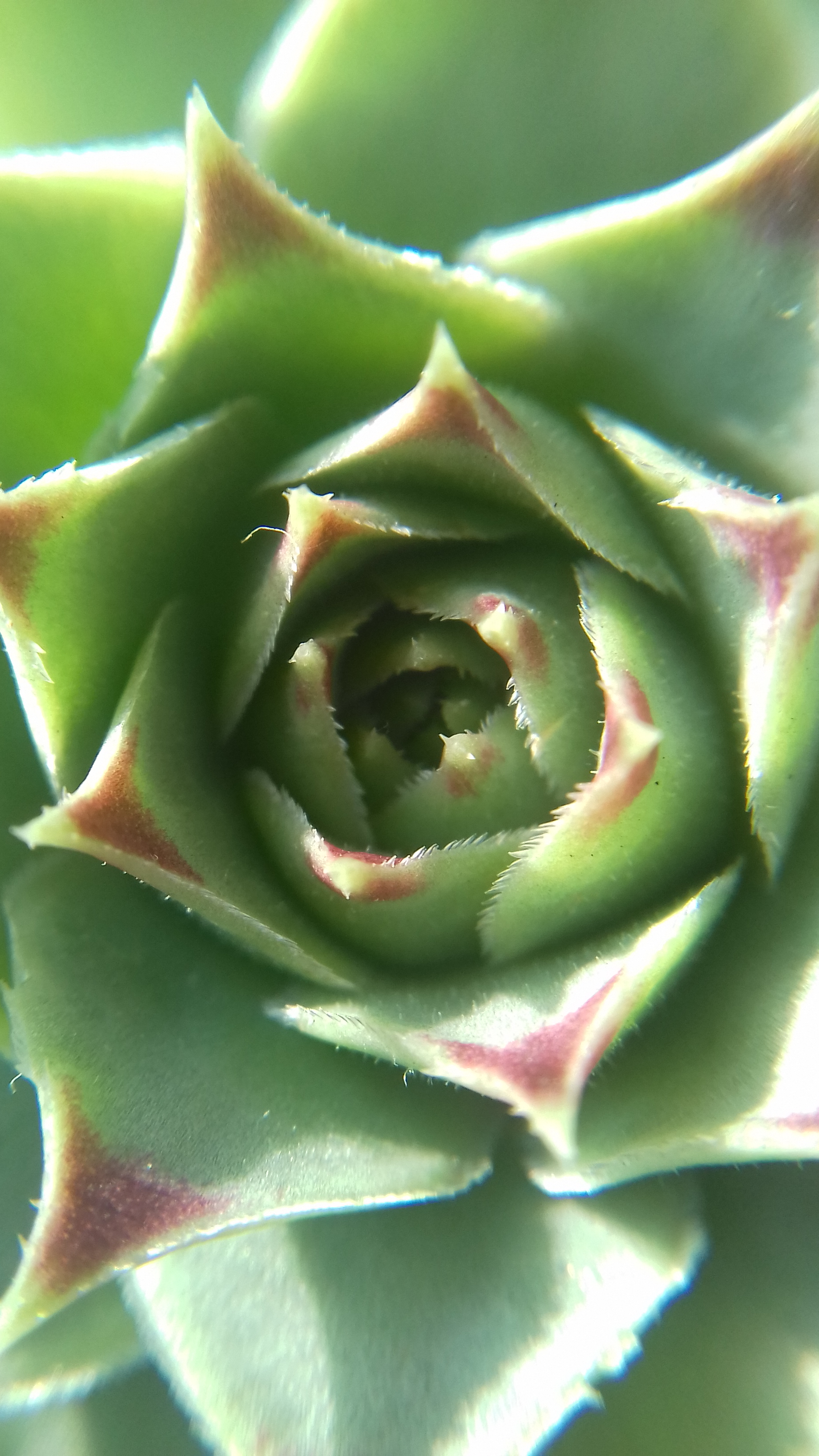
Zoom Sempervivum tectorum

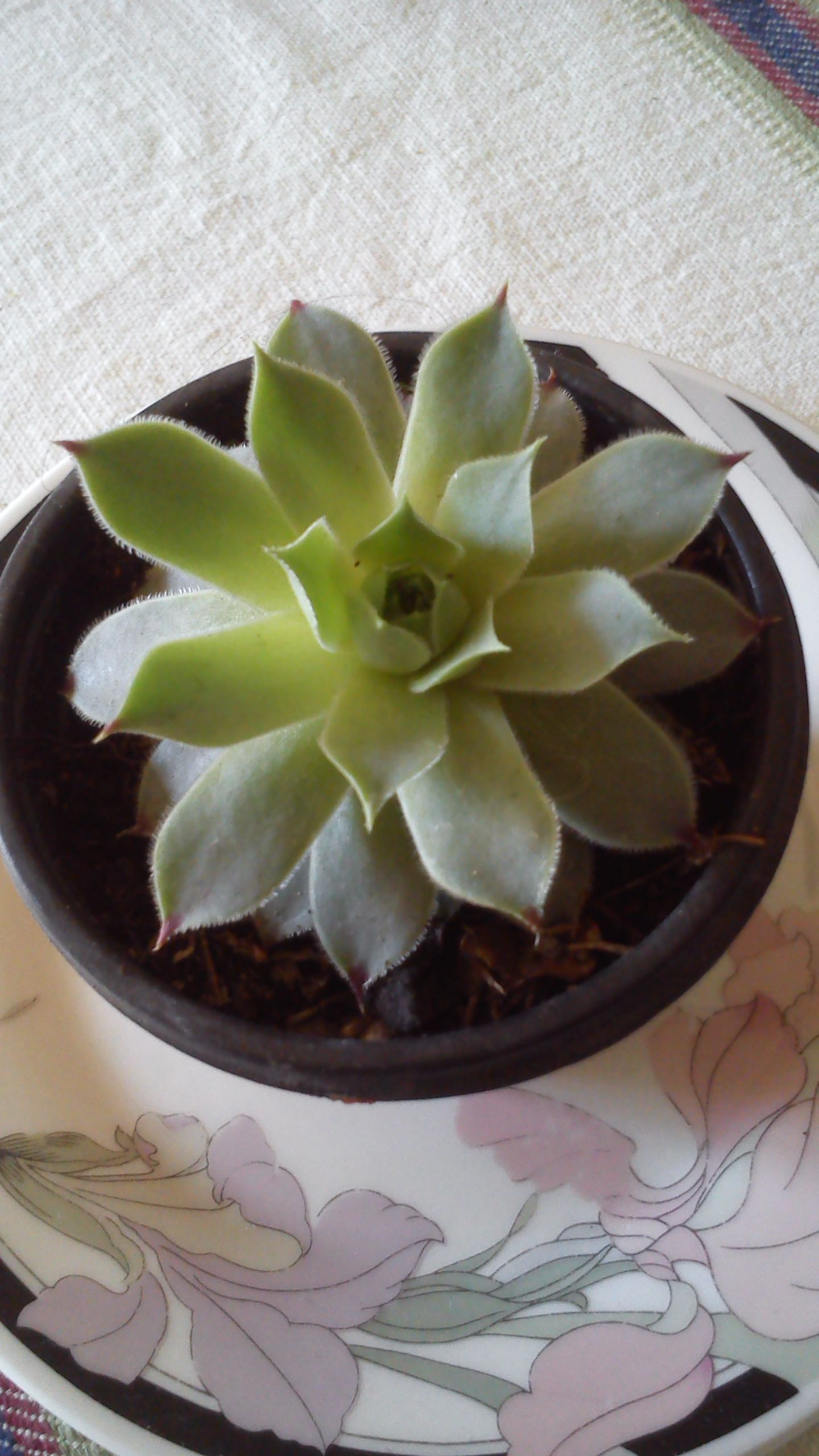
Sempervivum tectorum